# George Harrison

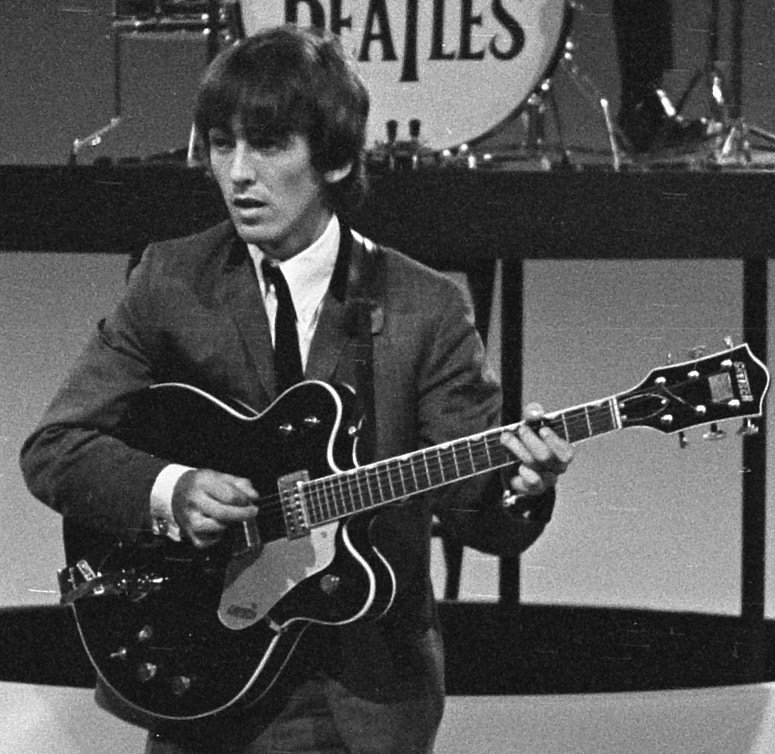
George Harrison ca membru al The Beatles în 1964

George Harrison MBE (n. 25 februarie 1943, 12 Arnold Grove⁠(d), Anglia, Regatul Unit – d. 29 noiembrie 2001, Los Angeles, California, SUA) a fost un cântăreț, chitarist și compozitor britanic, cel mai tânăr membru al formației The Beatles. George Harrison a fost distins prin includerea sa, ca membru în Ordinul Imperiului Britanic (MBE).
Cariera sa solo a început cu un hit „My sweet Lord”. George a intrat și în afacerea cu filme iar între 1988-1990, a făcut parte din supergrupul americano-britanic „Traveling Wilburys”. A murit după o lungă și dureroasă luptă cu cancerul.

## Filme

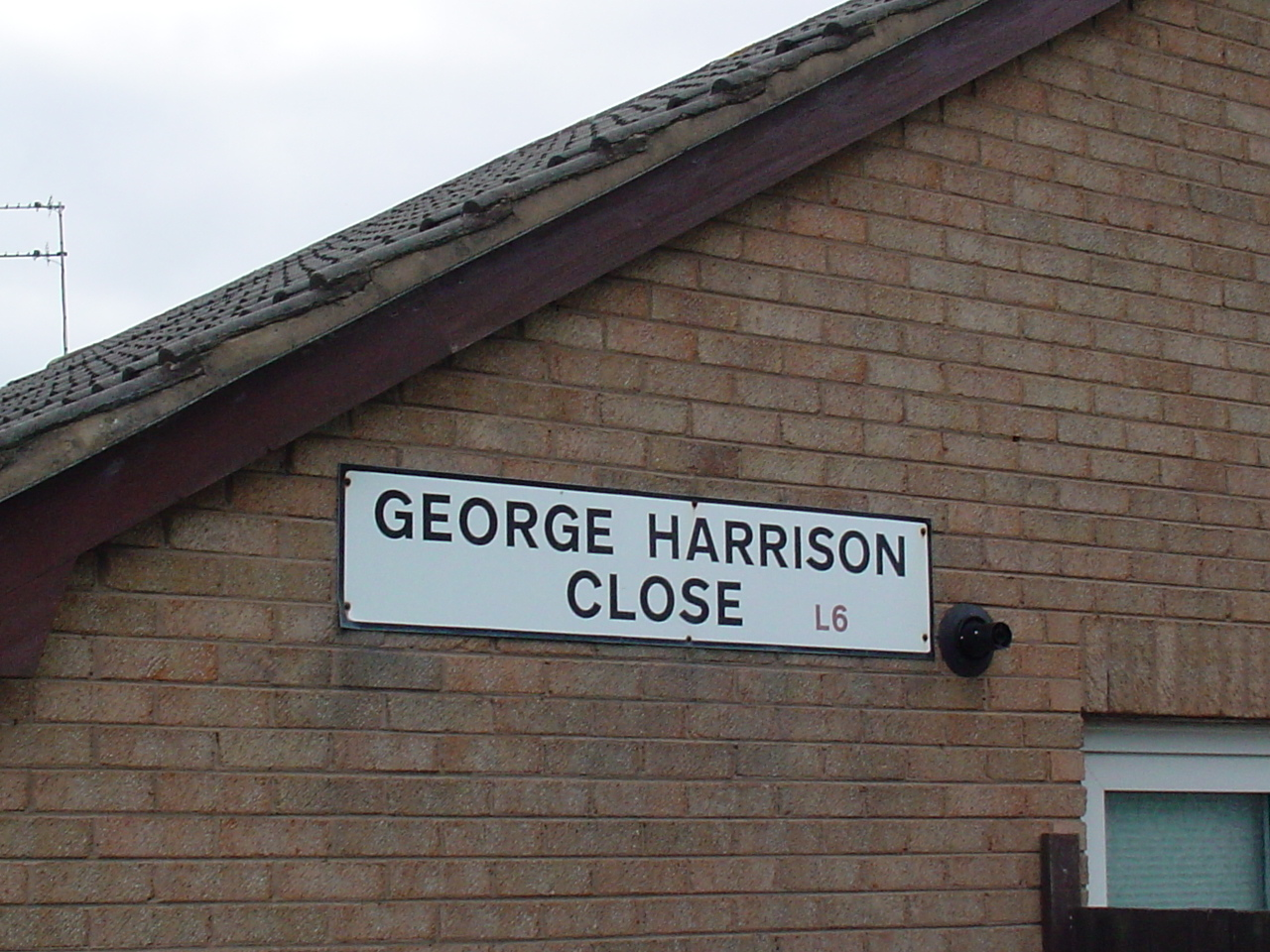
Strada George Harrison din Liverpool

- Monty Python’s Life of Brian (1979)

## Discografie solo
- Wonderwall Music (1968)
- Electronic Sound (1969)
- All Things Must Pass (1970)

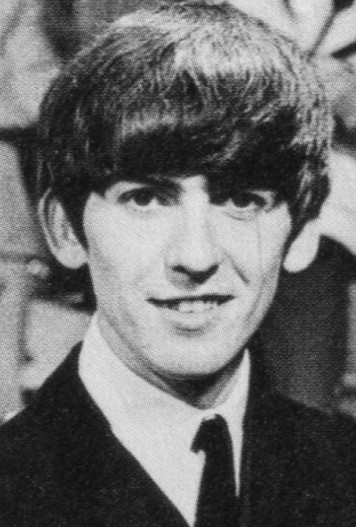
Harrison in 1963

- Living in the Material World (1973)
- Dark Horse (1974)
- Extra Texture (Read All About It) (1975)
- Thirty Three & 1/3 (1976)
- George Harrison (1979)
- Somewhere in England (1981)
- Gone Troppo (1982)
- Cloud Nine (1987)
- Brainwashed (2002)